# Bertholletia excelsa
Bertholletia excelsa ou castanheira, popularmente conhecida no Brasil como castanha-da-amazônia (e as variações regionais como castanha-do-pará, castanha-do-acre, castanha-do-brasil) noz amazônica, noz boliviana, tocari, juvia ou tururi, é uma árvore de grande porte da família Lecitidácea, originária da floresta de terra firme, muito abundante na Amazônia, cujo fruto contém a castanha, do qual se extrai o núcleo de sua semente para o consumo. A primeira menção registrada remonta a 1596, realizada por Juan Álvarez Maldonado, nas matas do território que hoje corresponde ao Peru. Mais de um século depois, o Império Português consolidou de maneira duradoura sua hegemonia na região amazônica ao estabelecer o Estado do Grão-Pará e Maranhão, fomentando o desenvolvimento econômico local por meio da exploração extrativista da oleaginosa que passou a ser popularmente conhecida como castanha-do-pará, em alusão à área que compreendia a atual Amazônia brasileira.

## Etimologia e nomes
"Castanha" vem do grego kástanon, por meio do latim castanea. "Tocari" vem do caribe. "Tururi" vem do termo tupi turu'ri.
O gênero foi batizado em homenagem ao químico francês Claude Louis Berthollet.

### Nomenclatura
Apesar do seu nome em inglês ("Brazil nut"), atualmente o maior exportador do fruto da Bertholletia excelsa amazônica não é o Brasil, mas sim a Bolívia, onde são chamadas de almendras, ou ainda nuez amazónica e nuez boliviana. Isto se deve à drástica diminuição da espécie no Brasil, devido ao desmatamento. Os acrianos — por serem os maiores produtores nacionais de castanha — referem-se a elas como "castanhas-do-acre", enquanto que os demais extrativistas do restante da região Amazônica (exceto o Pará) a chamam castanha-da-amazônia. Como as castanhas são encontrados em toda a Amazônia — não somente o Brasil, mas também a Bolívia, o Peru, a Colômbia e a Venezuela — alguns nomes indígenas também são populares, como juvia, na região do rio Orinoco na Venezuela e Colômbia, e em outras regiões da Amazônia brasileira com os nomes tocari e tururi. Já o nome "castanha-do-pará", o mais popularizado, foi uma imposição comercial feita na década de 1940 ao nome do fruto pela Mutran Exportadora (originária de Marabá-PA), numa tentativa de controlar e monopolizar o comércio do produto em Marabá e no porto de Belém, inclusive, proibindo extrativistas do restante da Amazônia de comercializarem o produto e ameaçando vender ao exterior o registro da marca "castanha-do-pará". Até então, o fruto era conhecido universalmente no Brasil somente como castanha ou castanha-da-amazônia. O governo brasileiro, num esforço de evitar tais estratagemas comerciais da família Mutran e controlar o comércio do produto, além de se preocupar com o registro da marca "castanha-do-Brasil" no exterior (que também estava ameaçada pelos interesses dos Estados Unidos em monopolizar o comércio do produto), impôs, pelo Decreto Federal nº 51.209, de 18 de agosto de 1961, que o produto somente fosse comercializado no país somente com o nome "castanha-do-Brasil".
Embora seja histórica e vernacularmente conhecida como uma castanha, os botanistas referem-se a Bertholletia excelsa como uma semente, e não uma castanha, já que, segundo a classificação moderna, nas castanhas e nozes, a casca se divide em duas metades, com a carne separando-se da casca.

## Descrição

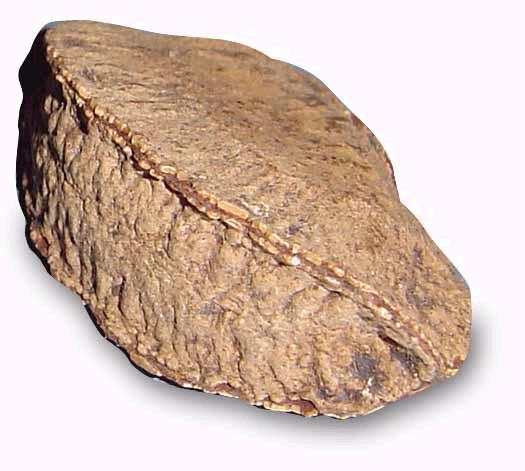
Castanha com casca

É um fruto com alto teor calórico e proteico, além disso contém o elemento selênio que combate os radicais livres e muitos estudos o recomendam para a prevenção do câncer.
É a única espécie do gênero Bertholletia. Nativa das Guianas, Venezuela, Brasil (Acre, Amapá, Amazonas, Maranhão, Mato Grosso, Pará e Rondônia), leste da Colômbia, leste do Peru e leste da Bolívia, ela ocorre em árvores espalhadas pelas grandes florestas às margens do Rio Amazonas, Rio Negro,Rio Orinoco, Rio Araguaia e Rio Tocantins.
Atualmente, é abundante apenas no Estado do Acre, no norte da Bolívia e, no Suriname. Incluída na Lista Vermelha da União Internacional para a Conservação da Natureza e dos Recursos Naturais como vulnerável, a castanheira tem experimentado grandes declínios em sua população por causa do desmatamento da floresta amazônica. Uma das maiores concentrações de árvores existe no vale do Tocantins, onde diversas atividades, desde a construção das ferrovias Tocantins e Carajás até a construção do reservatório da Usina Hidrelétrica de Tucuruí, provocaram um encolhimento no conjunto genético. Uma área de 200 mil hectares no sul do Pará foi comprada pelo governo com o objetivo de instalar agricultores. As árvores que permanecem nas vastas fazendas de gado do Pará e do Acre são negligenciadas e morrem. A produção de castanha caiu mais da metade entre 1970 e 1980 por causa do desmatamento e, quase todas as castanhas consumidas no mundo ainda vêm de árvores selvagens.
É altamente consumida pela população local in natura, torrada, ou na forma de farinhas, doces e sorvetes. Sua casca é muito resistente e requer grande esforço para ser extraída manualmente.

## Características morfológicas
A Bertholletia excelsa é uma grande árvore, chegando a medir entre 30 e 50 metros de altura e 1 ou 2 metros de diâmetro no tronco; está entre as maiores árvores da Amazônia. Há registros de exemplares com mais de 50 metros de altura e diâmetro maior que 5 metros, no Pará. Pode viver mais de 500 anos, e, de acordo com algumas autoridades frequentemente chega a viver 1 000 ou 1 600 anos.

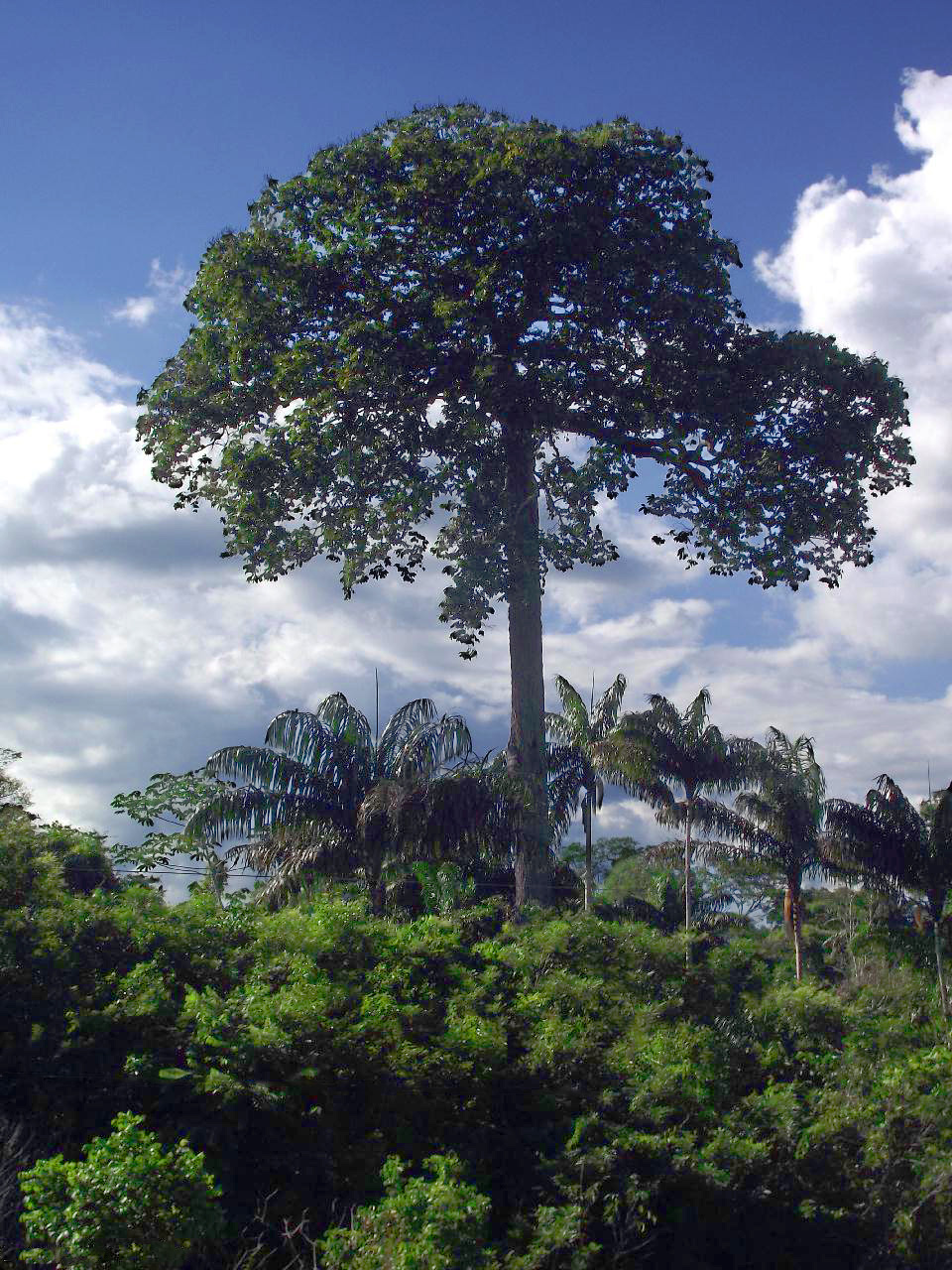
Castanheira nas redondezas de Marabá.

Seu tronco é reto e permanece sem galhos por mais da metade do comprimento da árvore, com uma grande coroa emergindo sobre a folhagem das árvores vizinhas. Sua casca é acinzentada e suave.

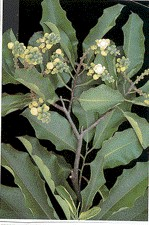

A árvore é caducifólia, suas folhas, que medem de 20 centímetros a 35 cm de comprimento e 10 cm a 15 cm de largura, caem na estação seca.
Suas flores são pequenas, de uma coloração verde-esbranquiçada, em panículas de 5 centímetros a 10 cm de comprimento; cada flor tem um cálice caducifólio dividido em duas partes, com seis pétalas desiguais e diversos estames reunidos numa massa ampla em forma de capuz.

### Fenologia
Floresce na passagem da estação seca para a chuvosa, o que no leste da Bacia Amazônica ocorre de setembro a fevereiro, com pico de outubro a dezembro. Perto de julho suas folhas caem, algumas ficam completamente sem folhas na estação seca. As flores são em grande número, e duram apenas um dia. Os frutos demoram de 12 a 15 meses para amadurecer, e caem principalmente em janeiro e fevereiro. As sementes, quando não tratadas, demoram de 12 a 18 meses para germinar, devido a sua casca espessa.

## Reprodução
A Bertholletia excelsa produz fruto exclusivamente em matas virgens, já que florestas "não virgens" quase sempre carecem de orquidáceas, que são, indiretamente, responsáveis pela polinização das suas flores.[carece de fontes?] A Bertholletia excelsa têm sido colhidas em plantações (na Malásia e em Gana), porém a sua produção é baixa e, atualmente, não são viáveis economicamente.
As flores amarelas da Bertholletia excelsa só podem ser polinizadas por um inseto suficientemente forte para levantar o "capuz" da flor e que tenha uma língua comprida o bastante para passar pela complexa espiral da flor, como é o caso das abelhas dos gêneros Bombus, Centris, Epicharis, Eulaema e Xylocopa. As orquídeas produzem um odor que atrai pequenas abelhas-da-orquídea (espécie Euglossa), de língua muito comprida, já que as abelhas-macho desta espécie precisam deste odor para atrair as fêmeas. A grande abelha-da-orquídea fêmea poliniza a Bertholletia excelsa. Sem a orquídea, as abelhas não cruzariam, e portanto a falta de abelhas significa que o fruto não é polinizado.

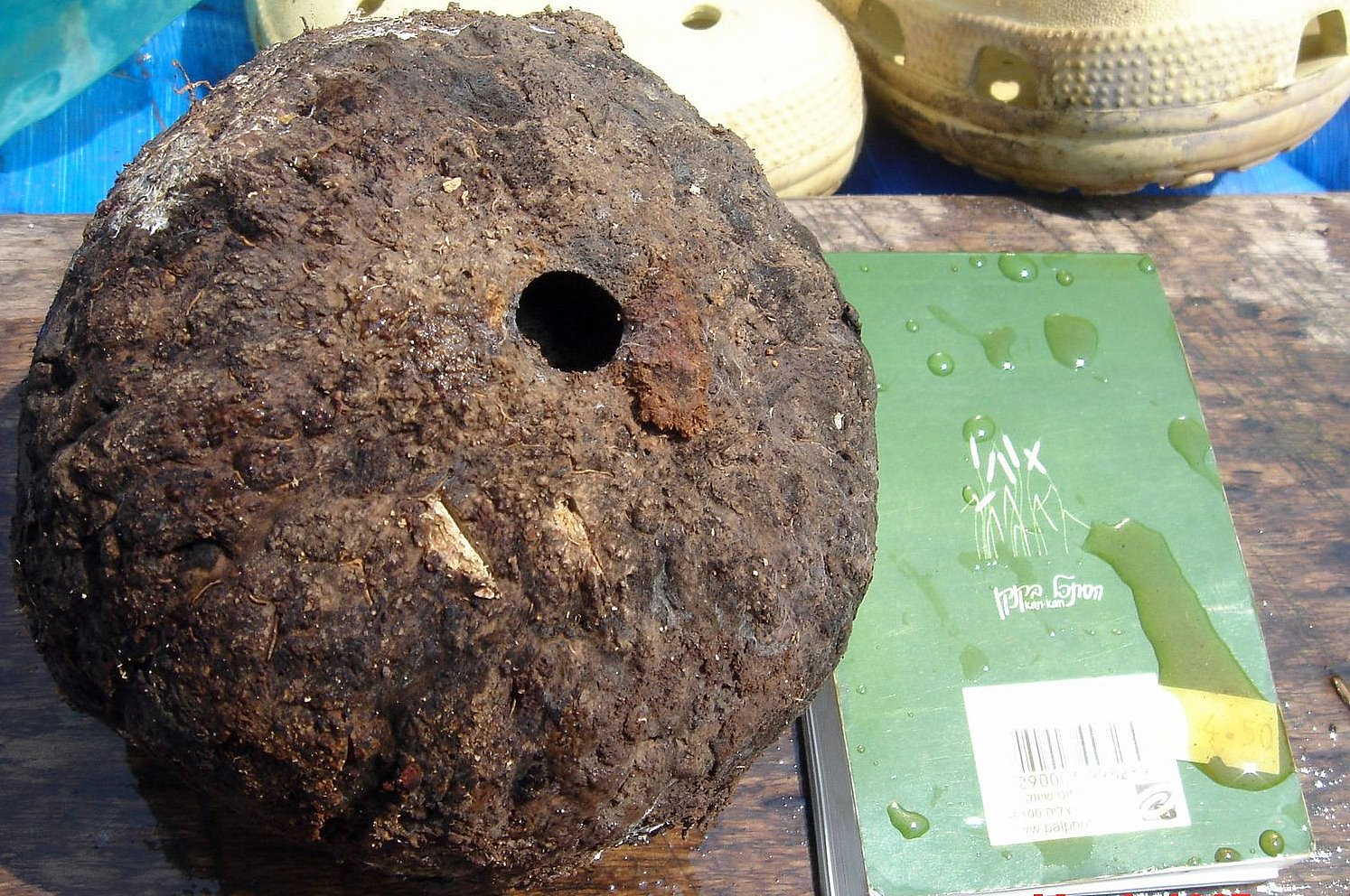
Fruto

Se tanto as orquídeas como as abelhas estiverem presentes, o fruto leva 14 meses para amadurecer após a polinização das flores. O fruto em si é uma grande cápsula de 10 centímetros a 15 centímetros de diâmetro que se assemelha ao endocarpo do côco no tamanho e pesa até dois quilogramas. Possui uma casca dura, semelhante à madeira, com uma espessura de 8 milímetros a 12 milímetros, e dentro estão de 8 a 24 sementes com cerca de cinco centímetros de comprimento dispostas como os gomos de uma laranja; não é, portanto, uma castanha no sentido biológico da palavra.

A cápsula contém um pequeno buraco em uma das pontas, que permite a grandes roedores como a cutia e, com menos frequência, os esquilos, roerem até abrir a cápsula. Eles comem, então, algumas das castanhas que encontram ali dentro e enterram as outras para uso posterior; algumas destas que foram enterradas acabam por germinar e produzem novas Bertholletia excelsa. 

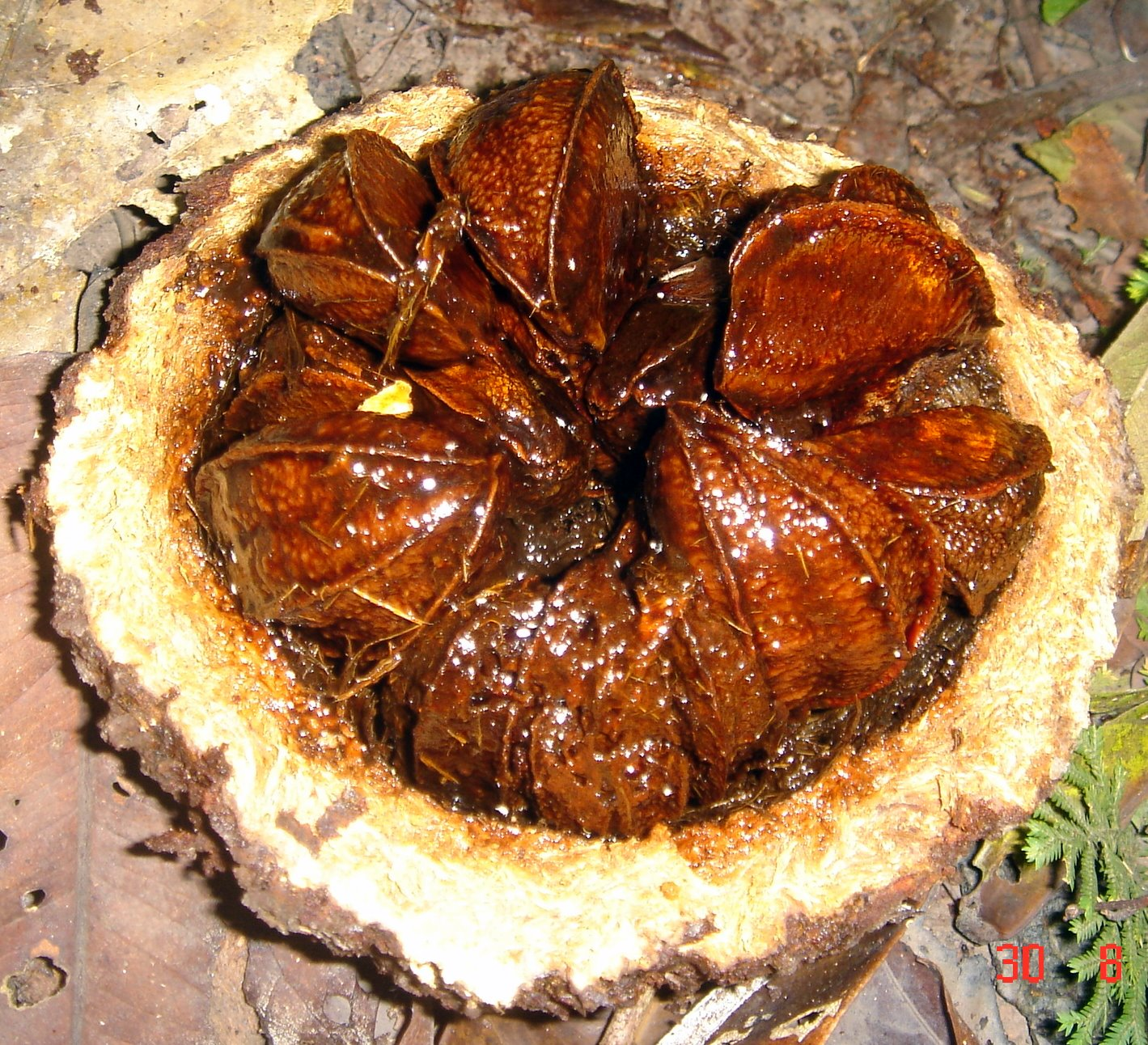
Fruto aberto

 A maioria das sementes são "plantadas" pelas cutias em lugares escuros, e as jovens árvores acabam esperando por anos, em estado de hibernação, até que alguma árvore caia e a luz do sol possa alcançá-las. Micos já foram vistos abrindo os frutos da Bertholletia excelsa utilizando-se de uma pedra como uma bigorna.

## Ecologia
Vive preferencialmente nas florestas de terra firme, e cresce apenas onde a estação seca é de 3 a 5 meses.
A densidade da espécie varia muito ao longo de toda a Amazônia, indo de 26 árvores reprodutivas por hectare a apenas um exemplar em 100 hectares. Cogita-se que alguns grupos de árvores devam sua existência a indígenas pré-colombianos.

## Produção
Em 2020, a produção global de castanhas-do-brasil (em casca) foi de 69 658 toneladas, a maior parte das quais provém de colheitas selvagens em florestas tropicais, especialmente nas regiões da Amazônia do Brasil e da Bolívia, que produziram 92% do total mundial (ver tabela).

### Produção mundial
| Produção de castanhas-do-brasil – 2020 | Produção de castanhas-do-brasil – 2020 |
| País                                   | (toneladas)                            |
| -------------------------------------- | -------------------------------------- |
| Brasil                                 | 33 118                                 |
| Bolívia                                | 30 843                                 |
| Peru                                   | 5 697                                  |
| World                                  | 69 658                                 |
| Fonte: FAOSTAT das Nações Unidas       |                                        |

### Efeitos da colheita
As Bertholletia excelsa destinadas ao comércio internacional vêm inteiramente da colheita selvagem, e não de plantações. Este modelo vem sendo estimulado como uma maneira de se gerar renda a partir de uma floresta tropical sem destruí-la. As castanhas são colhidas por trabalhadores migrantes conhecidos como "castanheiros".
A análise da idade das árvores nas áreas onde houve extração mostram que a colheita de moderada a intensa coleta tantas sementes que não resta um número suficiente para substituir as árvores mais antigas à medida que elas morrem. Sítios com menos atividades de colheita possuem mais árvores jovens, enquanto sítios com atividade intensa de colheita praticamente não as possuem.
Experimentos estatísticos foram feitos para se determinar quais fatores ambientais podem estar contribuindo para a falta de árvores mais jovens. O fator mais consistente foi o nível de atividade de colheita em determinado sítio. Uma simulação por computador que previa o tamanho das árvores em que pessoas pegavam todas as castanhas coincidiu com o tamanho das árvores encontradas nos sítios onde havia uma colheita intensa das castanhas.

### Iniciativas de preservação
Segundo a União Internacional para a Conservação da Natureza e dos Recursos Naturais, a preservação em áreas protegidas, governamentais ou corporativas, é insuficiente, e a tentativa de estabelecer populações novas tem fracassado.
As atividades mais bem sucedidas são as empreendidas por populações nativas, nas reservas extrativistas.[carece de fontes?]

## Usos

### Alimentação

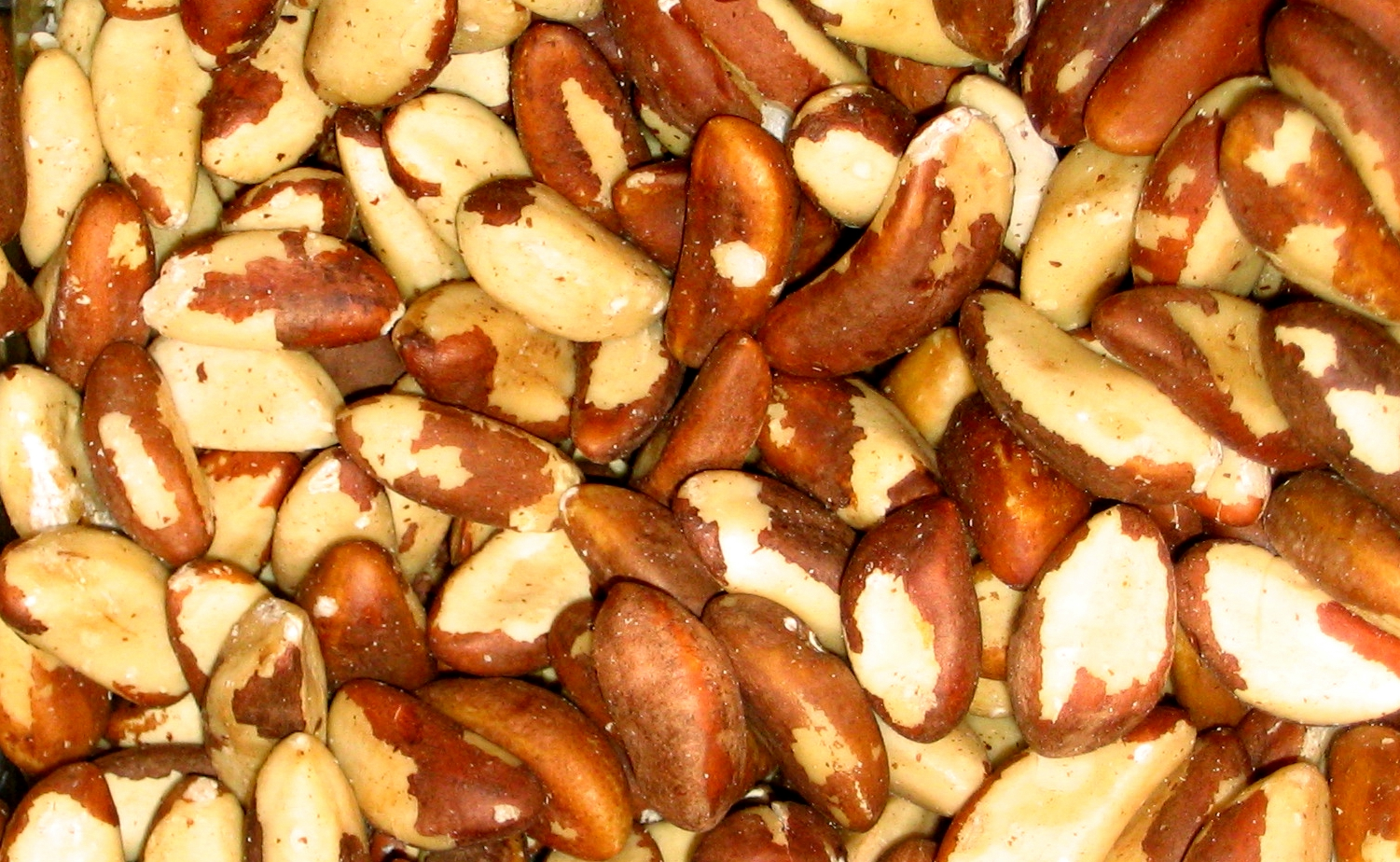
Semente da Bertholletia excelsa após a remoção da casca

As Bertholletia excelsa possuem 18% de proteína, 13% de carboidratos e 69% de gordura. A proporção de gorduras é de, aproximadamente, 25% de gorduras saturadas, 41% de monoinsaturadas e 34% de poliinsaturadas. Possuem um gosto um tanto terroso, muito apreciado em vários países. O conteúdo de gordura saturada das Bertholletia excelsa está entre o mais alto de todas as castanhas e nozes, superando até mesmo o da macadâmia. Devido ao gosto forte resultante, as Bertholletia excelsa podem substituir frequentemente macadâmias ou mesmo o coco em receitas. Bertholletia excelsa retiradas de suas cascas tornam-se rançosas rapidamente. As castanhas também podem ser esmagadas para se obter óleo.
Nutricionalmente, as Bertholletia excelsa são ricas em selênio, embora a quantidade de selênio varie consideravelmente. São também uma boa fonte de magnésio e tiamina. Algumas pesquisas indicaram que o consumo de selênio está relacionado com uma redução no risco de câncer de próstata. Isto levou alguns analistas a recomendarem o consumo de Bertholletia excelsa como uma medida preventiva. Estudos subsequentes sobre o efeito do selênio no câncer de próstata foram inconclusivos.

### Óleo da Castanha
A castanha contem 70 a 72% de óleo doce, de perfume agradável e com gosto semelhante ao óleo de oliveira da Europa. O óleo quando envelhece tem uma cor amarelo-escuro e um cheiro desagradável de ranço. O óleo de castanha é altamente nutritvo, contendo 75% ácidos graxos insaturados compostos principalmente por ácido palmítico, olêico e linolêico, além de fitoesteróides sistosterol e as vitaminas lipossolúveis A e E. Extraído da primeira prensagem, pode se obter um azeite extra-virgem podendo substituir o azeite da oliva por seu sabor suave e agradável. A castanha é uma rica fonte de magnésio, tiamina e possui as mais altas concentrações conhecidas de selênio (126 ppm²), com propriedades antioxidantes. Algumas pesquisas indicaram que o consumo de selênio está relacionado com a redução do risco de câncer de próstata e recomendam o consumo da Bertholletia excelsa como uma medida preventiva. As proteínas encontradas na castanha-do-brasil são muito ricas em aminoácidos sulfurados como a cisteína (8%) e a metionina (18%). A presença desses aminoacidos (methionine) melhora a adsorção de seleninum e outros minerais. O óleo de Bertholletia excelsa é extraído das sementes secas, geralmente por prensagem à frio. O óleo de Bertholletia excelsa prensado a frio tem um odor agradável, amarelo. A composição de ácido graxos é constituído por ácido palmítico (14-16%), ácido esteárico (6-10%), ácido oleico (29-48%), ácido linoleico (30 - 47). As características físicas são densidade (0,914-0,917), ponto de fusão (0-4 °C), o valor de saponificação (193-202), o valor de iodo (94-106) e insaponificável (0,5 a 1%).

### Composição fisico-quimico do óleo virgem

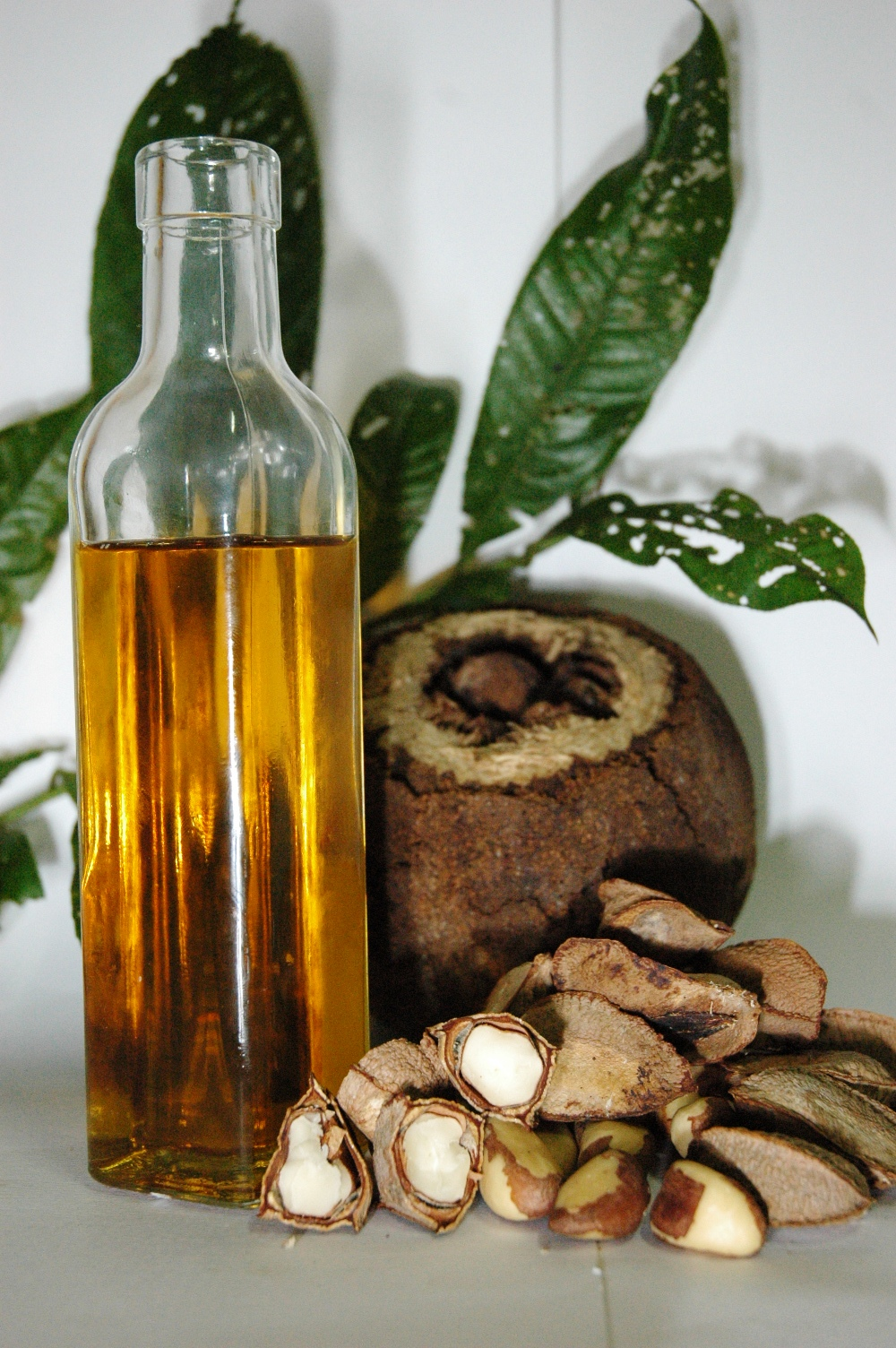
Óleo virgem da castanha-do-brasil

| Característica             | Unidade      | Apresentação        |
| -------------------------- | ------------ | ------------------- |
| Aparência                  | ---          | Líquido             |
| Cor                        | ---          | Amarelo translucido |
| Odor                       | ---          | característico      |
| Índice de acidez           | mgKOH/g      | < 20,0              |
| Índice de peróxido         | 10 meq O2/kg | < 10,0              |
| Índice de Iodo             | gI2/100g     | 90 - 110            |
| Indice de saponificação    | mgKOH/g      | 180 - 210           |
| Densidade                  | 25 °C g/ml   | 0,910 - 0,925       |
| Indice de refração (40 °C) | ---          | 1,4600 - 1,4800     |
| Ponto de fusão             | °C           | 4                   |

#### Composição dos ácidos graxos
| Ácido palmitico      | % Peso | 16,00 - 20,2 |
| -------------------- | ------ | ------------ |
| Ácido palmitoléico   | % Peso | 0,5 - 1,2    |
| Ácido esteárico      | % Peso | 9 - 13,0     |
| Ácido oléico (cis 9) | % Peso | 36 - 45,0    |
| Ácido linoléico      | % Peso | 33,0 - 38,0  |
| Saturado             | %      | 25           |
| Insaturado           | %      | 75           |

### Medicinal
O chá da casca da Bertholletia excelsa é usado na Amazônia para tratamento do fígado, e a infusão de suas sementes para problemas estomacais.
Por seu conteúdo em selênio, a castanha é antioxidante.
Seu óleo é usado como umidificador da pele.

### Uso cosméticos e alimentícios
O óleo da sementes são muito ricos em proteínas por isso constitui um produto de grande valor alimentício. Além disso, o óleo da castanha-do-brasil também é usado para a confecção de cosméticos como shampoos, sabonetes e condicionador de cabelo porque seu uso proporciona maciez, brilho e sedosidade. É usado também como creme de pele que lubrifica e hidrata, deixando a pele macia.

### Outros usos
Assim como no uso alimentar, o óleo extraído da Bertholletia excelsa também é usado como lubrificante em relógios, para se fazer tintas para artistas plásticos e na indústria de cosméticos.
A indústria cosmética emprega o óleo de castanha por suas propriedades anti-radicais livres, antioxidantes e hidratantes nas formulações anti-aging prevenindo o envelhecimento cutâneo e é considerado um dos melhores condicionadores para cabelos danificados e desidratados.
A madeira das Bertholletia excelsa é de excelente qualidade, porém a sua extração está proibida por lei nos três países produtores (Brasil, Bolívia e Peru). A extração ilegal de madeira e a abertura de clareiras representa uma ameaça contínua.
O efeito castanha-do-brasil, no qual itens maiores misturados em um mesmo recipiente com itens menores (por exemplo, Bertholletia excelsa misturadas com amendoins) tendem a subir ao topo, recebeu o nome desta espécie.

## Radioactividade
As Bertholletia excelsa podem conter significativas quantidades de rádio, um material radioativo. Embora a quantidade seja relativamente pequena, cerca de 1–7 pCi/g (40–260 Bq/kg), e a maior parte não fique retida no corpo, ela é mil vezes mais alta do que a maior parte dos outros alimentos. De acordo com as Universidades Associadas de Oak Ridge, isto não se deve a níveis elevados de rádio no solo, mas sim ao extremamente extenso sistema de raízes da árvore.

## Economia no Brasil
Em 1945 no Brasil, o fim do ciclo da borracha na Amazônia abalou a economia da região, então a venda de castanhas (amêndoas) auxiliou na manutenção da economia de exportação nos estados do Amazonas e Pará. Este último liderava a extração devido possuir o polígono das castanheiras (castanhal), concentrado no município de Marabá (no sudeste do Pará), tornando o Brasil o então maior exportador mundial, que era apreciada na Europa desde o século XVII. Porém, na década de 1960 com a chegada da nova política de incentivos fiscais do governo federal brasileiro para a criação de pastagens com uso de fogo para à agropecuária, resultou no desmatamento e destruição de boa parte do polígono das castanheiras, que foi transformado no cemitério de castanheiras.